# Cylindrocarpa sewerzowii
Cylindrocarpa sewerzowii là loài thực vật có hoa trong họ Hoa chuông. Loài này được (Regel) Regel mô tả khoa học đầu tiên năm 1877.